# Landschaftshorizont

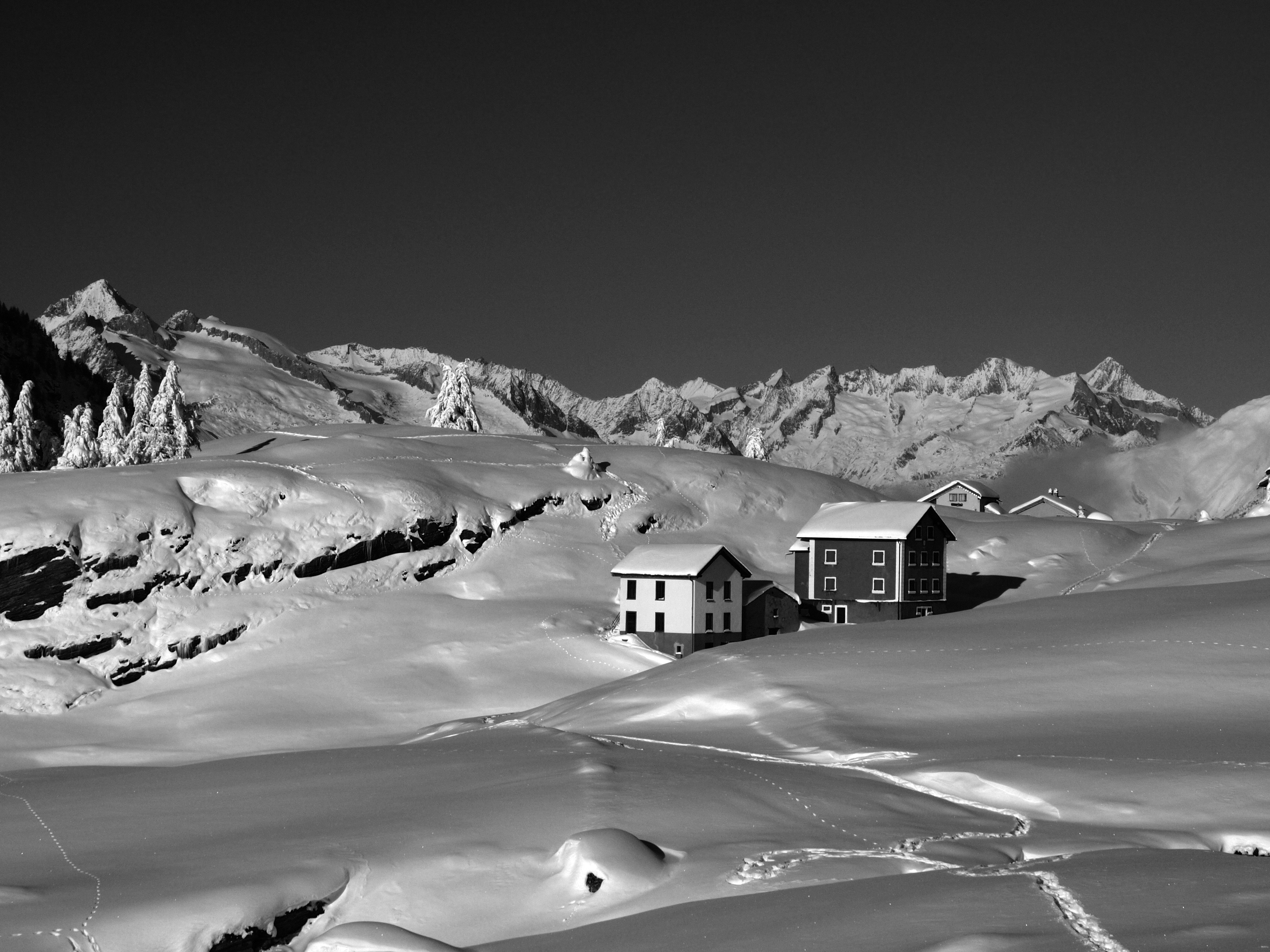
Landschaftshorizont vom Simplonpass mit Blick Richtung Norden. Der Horizont in der Mitte des Bildes liegt ca. 3° über dem mathematischen Horizont. Der Gipfel des Aletschhorns am linken Bildrand ist 5° über dem mathematischen Horizont

Als Landschaftshorizont oder Gesichtskreis eines Standorts auf der Erde wird die Grenzlinie zwischen dem Himmel und der sichtbaren Erdoberfläche bezeichnet. Er unterscheidet sich vom mathematischen Horizont – der horizontalen Ebene im Standort des Beobachters – durch die Sichtbegrenzung infolge der natürlichen Landschaft oder durch Gebäude der Umgebung.

## Eindruck von der Landschaft
Der Landschaftshorizont prägt den Eindruck, den man von seiner Umgebung hat, und ist z. B. in der Fotografie ein wichtiges motivbildendes Element. Er erhebt sich im Allgemeinen um einige Grad über den mathematischen Horizont:
- bei Standorten in der Ebene um einige Zehntelgrad bis etwa 1°,
- im Hügelland und Mittelgebirge um etwa 2 bis 5°,
- im Hochgebirge um 10 bis etwa 45°, sodass bereits große Teile des Himmels verdeckt sind.
- Nur auf hohen Berggipfeln kann er wegen der Erdkrümmung unter dem mathematischen Horizont liegen, ebenso wie auf dem offenen Meer (siehe Kimmlinie).

## Beobachtende Astronomie
Für die Beobachtende Astronomie ist der Landschaftshorizont in mehrfacher Hinsicht von Bedeutung, weil er einen Teil des Sternhimmels abdeckt. Damit verkürzt er
- die Sichtbarkeit der Gestirne, also
- ihren Tagbogen und insbesondere die Sonnenscheindauer am jeweiligen Standort.
- Auf der Nordhemisphäre verschieben sich alle Auf- und Untergangspunkte Richtung Süden, im Süden der Erde aber Richtung Norden.

Dass sich Wetter- und Sternwarten oft auf Berggipfeln befinden, ist aber nicht nur dem tiefen Landschaftshorizont und seinem weiten Blick auf den Himmel und die Wettervorgänge geschuldet. Denn bei runden Gipfelformen sind die Luftströmungen eher laminar, erzeugen also weniger Luftturbulenzen und besseres Seeing. Im Gebirge sind außerdem Luft- und Lichtverschmutzung geringer und daher die Durchsicht besser.
Für einen Standort in Stadtnähe kann ein hoher Landschaftshorizont aber von Vorteil sein, wenn er die Lichtdom einer Großstadt teilweise abdeckt.